# Dir En Grey
Dir En Grey (gestileerd als DIR EN GREY en vroeger als Dir en grey) is een Japanse metalband, opgericht in 1997. Dir En grey begon als een visual-keiband maar stapte uit onvrede over waar het heen ging met de beweging uit dit muziekcircuit. De band blijft muzikaal alsmaar ontwikkelen en is daarom moeilijk in één genre te plaatsen.

## Geschiedenis
Toen de bassist Kisaki van de indie-visual-keiband La:Sadie’s in 1997 niet meer verder wilde, hebben de vier overgebleven bandleden Kyo (zang), Kaoru (gitaar), Die (gitaar) en Shinya (drums) samen met de nieuwe bassist Toshiya besloten een nieuwe band op te richten. De loopbaan van Dir En Grey begon in februari 1997. Later dat jaar brachten ze het mini-album MISSA uit.
Dir En Grey brak door in Japan in 1998 toen ze twee hitjes hadden met de singles -I'll- en Jealous. De band produceerde vervolgens met de hulp van voormalig X-Japan lid Yoshiki Hayashi hun eerste album, GAUZE, dat uitkwam in 1999. Dit album bracht drie singles voort die de Japanse top-10-hitlijsten behaalden.
In 2000 kwam het tweede album, MACABRE, uit. Dit album is door Dir En Grey zelf geproduceerd nadat ze in hetzelfde jaar hun eigen opnamestudio hadden opgericht. Op MACABRE stonden vooral relatief harde en 'donkere' nummers en klonk daarmee een stuk minder poppy dan GAUZE.
MACABRE werd opgevolgd door een speciaal album genaamd KAI, uitgebracht in 2001. Dit album bestond uit geremixte nummers. Sommige remixes waren al eerder als B-side op single verschenen, andere niet.
Begin 2002 kwam een opnieuw een volledig album uit, KISOU genaamd. Dit album bracht een zeer grote verscheidenheid aan nummers. In tegenstelling tot MACABRE vinden we dit album een redelijk groot aanbod aan 'rustigere' nummers; 24 Cylinders, embryo, MUSHI en undecided zijn hier voorbeelden van. Wel waren de nummers op Kisou qua taal een stuk grover en schokkender dan eerdere nummers. Zo wordt er gezongen over kinderverkrachting en seksverslaving en scheldt Kyo in een nummer de Japanse Yakuza de huid vol.
Zes maanden na Kisou kwam Dir En Grey met het tweede mini-album six Ugly, een album bestaande uit zes punkige up-tempo nummers. In dit jaar toerde Dir En Grey ook door een deel van Azië.
Six Ugly werd in 2003 opgevolgd door VULGAR. Dit album had een veel westerser geluid dan de vorige albums, wat niet alle fans konden waarderen. Desondanks kwamen singles van dit album in de top van Aziatische hitlijsten. In deze periode kreeg Dir En Grey ook bekendheid in Europa en Amerika.
In 2005 trad Dir En Grey op op de Duitse festivals Rock im Park en Rock am Ring en het Belgische Octopus Rockfestival. Tevens kwam dat jaar het zesde album Withering to death uit en gaf Dir En Grey een liveconcert in de Colombia Hal in Berlijn, waarvoor 3500 kaarten werden verkocht.
Ook in 2006 was de band weer druk met toeren door het buitenland. Dit jaar waren de Verenigde Staten aan de beurt met een korte tour in Los Angeles, New York en het SxSW-festival in Texas. Na een korte stop in Europa om wederom in Berlijn, Keulen, Parijs en op Rock im Park en Rock am ring te spelen, gingen zij weer terug naar de VS. Hier hebben zij de hele zomer met KoЯn en Deftones getoerd met de Family Values Tour. Na deze tour zijn ze teruggekeerd naar Japan om aan albumopnamen te beginnen. Rond dit punt was het visual-kei-aspect van Dir En Grey niet meer dan een herinnering.
In 2007 heeft Dir En Grey hun recentste album uitgebracht: The Marrow of a Bone kwam op 7 februari in Japan uit; de maanden daaropvolgend ook in de Verenigde Staten en Europa. In augustus speelde de band op het Wacken Open Air, het grootste metalfestival van Europa. In november gaf de band zijn eerste optreden op Nederlandse bodem in de Melkweg in Amsterdam.

## Stijl en thematiek
In hun visual-keidagen speelde de band vooral progressieve hardrock, vanaf hun album Six ugly zijn ze echter meer de kant van de Metal op gegaan. De muziek van Dir En Grey is eigenlijk met elk nieuw album harder geworden. Op hun recentste album, The Marrow of a Bone vallen sommige nummers zelfs te categoriseren als deathmetal, waar hun muziek op oudere albums als MISSA en GAUZE eerder aan poprock deed denken.
De nummers van Dir En Grey hebben meestal extreme en/of controversiële onderwerpen als seksuele obsessies, abortus, zelfmoord en kindermishandeling. Leadzanger en liedjesschrijver Kyo heeft verklaard nooit een nummer met een 'happy ending' te zullen schrijven. Kyo staat tevens bekend om zijn extreme stunts tijdens zijn live-shows die meestal Automutilatie bevatten.

## Discografie

### Albums
- 25 februari 1997 MISSA (mini-album)
- 28 juli 1999 GAUZE
- 20 september 2000 MACABRE
- 22 augustus 2001 KAI (改-KAI-) (remixalbum)
- 30 januari 2002 Kisou (鬼葬)
- 31 juli 2002 six Ugly (mini-album)
- 10 september 2003 VULGAR
- 9 maart 2005 Withering to death
- 7 februari 2007 The Marrow of a Bone
- 19 december 2007 'DECADE 1998-2002 (album met hoogtepunten)
- 19 december 2007 DECADE 2003-2007 (album met hoogtepunten)
- 14 juli 2008 Uroboros
- 3 augustus 2011 Dum Spiro Spero
- 10 december 2014 Arche
- 2018 The Insulated World
- 2022 Phalaris

### Singles
- 1 mei 1998 JEALOUS
- 12 augustus 1998 -I'll-
- 20 januari 1999 Yurameki (ゆらめき)
- 20 januari 1999 -ZAN- (残-ZAN-)
- 20 januari 1999 Akuro no Oka (アクロの丘)
- 26 mei 1999 Cage
- 14 juli 1999 Yokan (予感)
- 16 februari 2000 Myaku (脈)
- 7 juni 2000 (Kr) cube
- 26 juli 2000 Taiyou no Ao (太陽の碧)
- 18 april 2001 ain't afraid to die
- 12 september 2001 FILTH
- 14 november 2001 JESSICA
- 19 december 2001 embryo
- 31 juli 2002 Child prey
- 22 januari 2003 DRAIN AWAY
- 23 april 2003 Kasumiかすみ)
- 17 maart 2004 THE FINAL
- 14 juli 2004 -saku- 朔 -saku-)
- 21 september 2005 Clever Sleazoid
- 26 juli 2006 Ryoujoku no Ame 凌辱の雨)
- 15 november 2006 Agitated Screams of Maggots
- 24 oktober 2007 DOZING GREEN
- 10 september 2008 Glass skin
- 2 december 2009 Hageshisa to, Kono Mune no Naka de Karamitsuita Shakunetsu no Yami (激しさと、この胸の中で絡み付いた灼熱の闇)
- 26 januari 2011 Lotus
- 22 juni 2011 DIFFERENT SENSE
- 19 december 2012 Rinkaku(輪郭)
- 22 januari 2014 SUSTAIN THE UNTRUTH

### DVD
- 22 augustus 2001 TOUR 00 01 MACABRE
- 31 oktober 2001 1999 Nen 12 Gatsu 18 Nichi Osakajo Hall
- 31 oktober 2001 GAUZE-62045-
- 20 maart 2002 Kimon
- 21 mei 2003 Rettou Gekishin Angya Final 2003 5 Ugly KINGDOM
- 6 oktober 2004 TOUR04 THE CODE OF VULGAR(ism)
- 29 juni 2005 Average Fury
- 27 juli 2005 Average Psycho
- 3 mei 2006 Tour05 It Withers and Withers
- februari 2007 Despair in the Womb
- 6 februari 2009 A Knot Of
- 4 mei 2009 The Rose Trims Again
- 6 september 2009Tour 09 Feast of V Senses
- 26 mei 2010 Uroboros -With the Proof in the Name of Living...- At Nippon Budokan
- 20 juni 2012 Tour 2011 Age Quod Agis Vol.1 (Europe & Japan)
- 18 juli 2012 Tour 2011 Age Quod Agis Vol.2 (U.S. & Japan)
- 25 september 2013Tour 12-13 In Situ-Tabula Rasa
- 23 april 2014 Tour13 Ghoul
- 16 juli 2014 Dum Spiro Spero At Nippon Budokan
- 1 april 2015 Average Sorrow